# Championnat de Malte de football 1969-1970
Navigation
Saison précédente Saison suivante
La saison 1969-1970 de First Division Maltaise était la cinquante-cinquième édition de la première division maltaise.
Lors de cette saison, le Paola Hibernians FC a tenté de conserver son titre de champion face aux sept meilleurs clubs maltais lors d'une série de matchs se déroulant sur toute l'année.
Les huit clubs participants au championnat ont été confrontés à deux reprises aux sept autres.
C'est le Floriana FC qui a été sacré champion de Malte pour la vingt-et-unième fois.
Deux places étaient qualificatives pour les compétitions européennes, la troisième place étant celles du vainqueur du Trophée Rothman 1969-1970.

## Qualifications en coupe d'Europe
À l'issue de la saison, le champion a participé au 1er tour de la Coupe des clubs champions 1970-1971.
Le vainqueur du Trophée Rothman a pris la place pour la Coupe des coupes 1970-1971.
Le deuxième du championnat a pris la place en Coupe des villes de foires 1970-1971.

## Les huit clubs participants
| Club                | Stade             | Capacité | Ville      |
| ------------------- | ----------------- | -------- | ---------- |
| Floriana FC         | -                 | -        | Floriana   |
| Gzira United FC     | -                 | -        | Gzira      |
| Hamrun Spartans     | Victor Tedesco    | 6 000    | Hamrun     |
| Paola Hibernians FC | Hibernians Ground | 8 000    | Paola      |
| Msida Saint-Joseph  | -                 | -        | Msida      |
| Qormi FC            | -                 | -        | Qormi      |
| Sliema Wanderers FC | Guze Fava Ground  | 4 000    | Sliema     |
| La Vallette FC      | -                 | -        | La Valette |

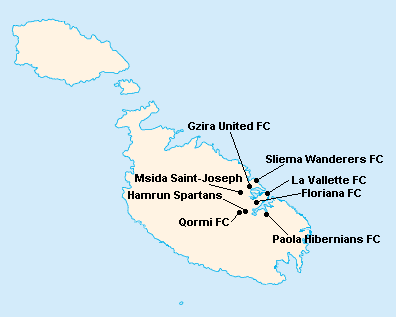
Répartition géographique des clubs en First Division Maltaise 1969-1970

L'île de Malte étant relativement petite, les clubs évoluent tous au stade National Ta'Qali (17 400 places). Certain cependant ont leur propre enceinte qu'ils peuvent éventuellement utiliser.

## Compétition

### Classement
| Rang | Équipe                      | Pts | J  | G | N | P  | Bp | Bc | Diff |
| ---- | --------------------------- | --- | -- | - | - | -- | -- | -- | ---- |
| 1    | Floriana FC                 | 22  | 14 | 9 | 4 | 1  | 19 | 7  | +12  |
| 2    | Sliema Wanderers FC         | 19  | 14 | 7 | 5 | 2  | 24 | 9  | +15  |
| 3    | Paola Hibernians FC (T) (C) | 17  | 14 | 7 | 3 | 4  | 19 | 10 | +9   |
| 4    | La Vallette FC              | 17  | 14 | 6 | 5 | 3  | 13 | 6  | +7   |
| 5    | Gzira United FC             | 13  | 14 | 6 | 1 | 7  | 13 | 18 | -5   |
| 6    | Qormi FC (P)                | 12  | 14 | 4 | 4 | 6  | 12 | 16 | -4   |
| 7    | Hamrun Spartans             | 11  | 14 | 3 | 5 | 6  | 11 | 19 | -8   |
| 8    | Msida Saint-Joseph (P)      | 1   | 14 | 0 | 1 | 13 | 8  | 34 | -26  |

| Légende : Qualifications et relégations | Légende : Qualifications et relégations                                                     |
| --------------------------------------- | ------------------------------------------------------------------------------------------- |
|                                         | Coupe des clubs champions 1970-1971 (1er Tour)                                              |
|                                         | Coupe des coupes 1970-1971 (1er Tour)                                                       |
|                                         | Coupe des villes de foires 1970-1971 (1er Tour)                                             |
|                                         | Relégation en Second Division Maltaise                                                      |
|                                         | (T) : Tenant du titre 1968-1969 (P) : Promu en 1968-1969 (C) : Vainqueur du Trophée Rothman |

## Bilan de la saison
| Tableau d'Honneur       |                     |
| Compétition             | Vainqueur           |
| First Division Maltaise | Floriana FC         |
| Trophée Rothman         | Paola Hibernians FC |

| Qualifications européennes 1970-1971 |                     |
| Coupe des clubs champions            | Qualifiés           |
| 1er tour                             | Floriana FC         |
| Coupe des coupes                     | Qualifiés           |
| 1er tour                             | Paola Hibernians FC |
| Coupe des villes de foires           | Qualifiés           |
| 1er tour                             | Sliema Wanderers FC |

| Promotions et relégations            |                                    |
| Relégués en Second Division Maltaise | Hamrun Spartans Msida Saint-Joseph |
| Promus de Second Division Maltaise   | Marsa FC Zebbug Rangers FC         |